# Championnats de France de natation 2023
Navigation
Limoges 2022 2024
Les Championnats de France de natation 2023 ont lieu à Rennes du 11 au 16 juin 2023.
Ces championnats permettent aux meilleurs athlètes de se qualifier pour les Championnats du monde de natation 2023 ainsi que pour les Jeux européens de 2023.

## Podiums

### Hommes
| Discipline | Médaille d'or    | Performance    | Médaille d'argent    | Performance    | Médaille de bronze   | Performance    |
| Nage libre |                  |                |                      |                |                      |                |
| 50 m       | Florent Manaudou | 21 s 62        | Maxime Grousset      | 21 s 78        | Guillaume Guth       | 22 s 32        |
| 100 m      | Maxime Grousset  | 47 s 62        | Guillaume Guth       | 48 s 90        | Max Berg             | 49 s 02        |
| 200 m      | Léon Marchand    | 1 min 46 s 44  | Hadrien Salvan       | 1 min 46 s 82  | Roman Fuchs          | 1 min 46 s 93  |
| 400 m      | Logan Fontaine   | 3 min 46 s 60  | Joris Bouchaut       | 3 min 48 s 02  | David Aubry          | 3 min 48 s 22  |
| 800 m      | Damien Joly      | 7 min 49 s 41  | Marc-Antoine Olivier | 7 min 50 s 23  | Pacome Bricout       | 7 min 50 s 29  |
| 1 500 m    | Damien Joly      | 14 min 56 s 46 | David Aubry          | 14 min 58 s 94 | Pacome Bricout       | 15 min 00 s 81 |
| Papillon   |                  |                |                      |                |                      |                |
| 50 m       | Maxime Grousset  | 23 s 06        | Florent Manaudou     | 23 s 44        | Thomas Piron         | 23 s 63        |
| 100 m      | Maxime Grousset  | 50 s 61        | Stanislas Huille     | 52 s 25        | Charles Rihoux       | 52 s 34        |
| 200 m      | Léon Marchand    | 1 min 55 s 79  | Noyan Taylan         | 1 min 56 s 62  | Tom Remy             | 2 min 00 s 63  |
| Dos        |                  |                |                      |                |                      |                |
| 50 m       | Mewen Tomac      | 24 s 80        | Yohann Ndoye-Brouard | 25 s 29        | Max Berg             | 25 s 44        |
| 100 m      | Mewen Tomac      | 52 s 87        | Yohann Ndoye-Brouard | 53 s 53        | Clément Secchi       | 54 s 20        |
| 200 m      | Mewen Tomac      | 1 min 56 s 45  | Antoine Herlem       | 1 min 57 s 11  | Yohann Ndoye-Brouard | 1 min 57 s 30  |
| Brasse     |                  |                |                      |                |                      |                |
| 50 m       | Carl Aitkaci     | 27 s 66        | Brendan Fitzpatrick  | 27 s 87        | Benjamin Goguey      | 28 s 08        |
| 100 m      | Clément Bidard   | 1 min 00 s 65  | Antoine Viquerat     | 1 min 00 s 85  | Carl Aitkaci         | 1 min 01 s 03  |
| 200 m      | Léon Marchand    | 2 min 06 s 59  | Antoine Marc         | 2 min 09 s 68  | Lucien Vergnes       | 2 min 11 s 19  |
| 4 nages    |                  |                |                      |                |                      |                |
| 200 m      | Léon Marchand    | 1 min 56 s 25  | Clément Bidard       | 2 min 00 s 02  | Enzo Tesic           | 2 min 00 s 27  |
| 400 m      | Léon Marchand    | 4 min 10 s 57  | Émilien Mattenet     | 4 min 16 s 28  | Antoine Marc         | 4 min 21 s 56  |

### Femmes
| Discipline | Médaille d'or            | Performance    | Médaille d'argent | Performance    | Médaille de bronze  | Performance    |
| Nage libre |                          |                |                   |                |                     |                |
| 50 m       | Mélanie Henique          | 24 s 70        | Marie Wattel      | 24 s 73        | Béryl Gastaldello   | 24 s 83        |
| 100 m      | Marie Wattel             | 53 s 81        | Béryl Gastaldello | 53 s 92        | Mary-Ambre Moluh    | 54 s 48        |
| 200 m      | Marie Wattel             | 1 min 58 s 83  | Lucile Tessariol  | 1 min 58 s 93  | Océane Carnez       | 2 min 00 s 21  |
| 400 m      | Anastasiia Kirpichnikova | 4 min 08 s 70  | Cyrielle Duhamel  | 4 min 09 s 74  | Lucile Tessariol    | 4 min 10 s 36  |
| 800 m      | Anastasiia Kirpichnikova | 8 min 27 s 52  | Lisa Pou          | 8 min 40 s 02  | Valentine Leclercq  | 8 min 40 s 18  |
| 1 500 m    | Anastasiia Kirpichnikova | 16 min 04 s 89 | Cyrielle Duhamel  | 16 min 22 s 97 | Lisa Pou            | 16 min 34 s 73 |
| Papillon   |                          |                |                   |                |                     |                |
| 50 m       | Mélanie Henique          | 25 s 24        | Marie Wattel      | 26 s 07        | Analia Pigrée       | 26 s 86        |
| 100 m      | Marie Wattel             | 57 s 34        | Lilou Ressencourt | 58 s 90        | Lili-Rose Berthelot | 59 s 04        |
| 200 m      | Tabatha Avetand          | 2 min 09 s 73  | Lilou Ressencourt | 2 min 10 s 38  | Juliette Marchand   | 2 min 11 s 29  |
| Dos        |                          |                |                   |                |                     |                |
| 50 m       | Analia Pigrée            | 27 s 61        | Mary-Ambre Moluh  | 27 s 69        | Pauline Mahieu      | 28 s 09        |
| 100 m      | Pauline Mahieu           | 59 s 66        | Analia Pigrée     | 59 s 79        | Mary-Ambre Moluh    | 59 s 80        |
| 200 m      | Emma Terebo              | 2 min 09 s 35  | Pauline Mahieu    | 2 min 11 s 09  | Bertille Cousson    | 2 min 11 s 21  |
| Brasse     |                          |                |                   |                |                     |                |
| 50 m       | Charlotte Bonnet         | 31 s 17        | Justine Delmas    | 31 s 57        | Lucie Vasquez       | 32 s 17        |
| 100 m      | Charlotte Bonnet         | 1 min 07 s 54  | Justine Delmas    | 1 min 08 s 51  | Lucie Vasquez       | 1 min 09 s 52  |
| 200 m      | Charlotte Bonnet         | 2 min 25 s 21  | Justine Delmas    | 2 min 26 s 13  | Fantine Lesaffre    | 2 min 28 s 72  |
| 4 nages    |                          |                |                   |                |                     |                |
| 200 m      | Charlotte Bonnet         | 2 min 10 s 64  | Fantine Lesaffre  | 2 min 11 s 59  | Cyrielle Duhamel    | 2 min 11 s 78  |
| 400 m      | Fantine Lesaffre         | 4 min 37 s 55  | Cyrielle Duhamel  | 4 min 39 s 38  | Justine Delmas      | 4 min 47 s 14  |

## Qualifications pour les Championnats du Monde et d'Europe
Ces championnats servent de compétition qualificative pour les  Championnats du monde de natation 2023 programmés en juillet 2023 à Fukuoka ainsi que pour les Jeux européens de 2023 prévus en juin et juillet à Cracovie.
| J | Date    | S        | Épreuve | Épreuve    | R                 | Nageuse/Nageur           | Temps          |
| J | Date    | S        | Dist.   | Spécialité | R                 | Nageuse/Nageur           | Temps          |
| - | ------- | -------- | ------- | ---------- | ----------------- | ------------------------ | -------------- |
| 1 | 11 juin | féminin  | 200 m   | 4 nages    | Médaille d'or     | Charlotte Bonnet         | 2 min 10 s 64  |
| 1 | 11 juin | féminin  | 200 m   | 4 nages    | Médaille d'argent | Fantine Lesaffre         | 2 min 11 s 59  |
| 1 | 11 juin | masculin | 400 m   | Nage libre | Médaille d'or     | Logan Fontaine           | 3 min 46 s 60  |
| 1 | 11 juin | féminin  | 100 m   | Papillon   | Médaille d'or     | Marie Wattel             | 57 s 34        |
| 1 | 11 juin | féminin  | 400 m   | Nage libre | Médaille d'or     | Anastasiia Kirpichnikova | 4 min 08 s 70  |
| 1 | 11 juin | masculin | 200 m   | Brasse     | Médaille d'or     | Léon Marchand            | 2 min 06 s 59  |
| 2 | 12 juin | féminin  | 100 m   | Dos        | Médaille d'or     | Pauline Mahieu           | 59 s 66        |
| 2 | 12 juin | féminin  | 100 m   | Dos        | Médaille d'argent | Analia Pigrée            | 59 s 79        |
| 2 | 12 juin | masculin | 100 m   | Dos        | Médaille d'or     | Mewen Tomac              | 52 s 87        |
| 2 | 12 juin | masculin | 100 m   | Dos        | Médaille d'argent | Yohann Ndoye-Brouard     | 53 s 53        |
| 2 | 12 juin | masculin | 200 m   | Nage libre | Médaille d'or     | Léon Marchand            | 1 min 46 s 44  |
| 2 | 12 juin | féminin  | 1 500 m | Nage libre | Médaille d'or     | Anastasiia Kirpichnikova | 16 min 04 s 89 |
| 5 | 15 juin | féminin  | 800 m   | Nage libre | Médaille d'or     | Anastasiia Kirpichnikova | 8 min 27 s 52  |
| 5 | 15 juin | masculin | 50 m    | Nage libre | Médaille d'or     | Florent Manaudou         | 21 s 62        |
| 5 | 15 juin | masculin | 50 m    | Nage libre | Médaille d'argent | Maxime Grousset          | 21 s 78        |
| 5 | 15 juin | féminin  | 50 m    | Papillon   | Médaille d'or     | Mélanie Henique          | 25 s 24        |
| 5 | 15 juin | masculin | 400 m   | 4 nages    | Médaille d'or     | Léon Marchand            | 4 min 10 s 57  |
| 5 | 15 juin | féminin  | 200 m   | Dos        | Médaille d'or     | Emma Terebo              | 2 min 09 s 35  |
| 6 | 16 juin | féminin  | 400 m   | 4 nages    | Médaille d'or     | Fantine Lesaffre         | 4 min 37 s 55  |
| 6 | 16 juin | féminin  | 400 m   | 4 nages    | Médaille d'argent | Cyrielle Duhamel         | 4 min 39 s 38  |
| 6 | 16 juin | masculin | 100 m   | Papillon   | Médaille d'or     | Maxime Grousset          | 50 s 61        |
| 6 | 16 juin | masculin | 1 500 m | Nage libre | Médaille d'or     | Damien Joly              | 14 min 56 s 46 |
| 6 | 16 juin | masculin | 1 500 m | Nage libre | Médaille d'argent | David Aubry              | 14 min 58 s 94 |